# جبال الألب سامنون
جبال الألب سامناون هي سلسلة جبلية في جبال الألب الشرقية الوسطى سميت نسبة الى بلدة سامنون.